# 69245 Persiceto
69245 Persiceto eller 1981 EO är en asteroid i huvudbältet som upptäcktes den 1 mars 1981 av den belgiske astronomen Henri Debehogne och den italienska astronomen Giovanni de Sanctis vid La Silla-observatoriet. Den är uppkallad efter den italienska staden San Giovanni in Persiceto.
Asteroiden har en diameter på ungefär 7 kilometer.